# Resurrecting the Champ
Resurrecting the Champ  (Brasil: O Resgate de um Campeão / Portugal: O Renascer do Campeão) é um filme estadunidense de 2007, do gênero drama biográfico, dirigido por Rod Lurie. Foi rodado em Calgary, Canadá e Denver, Colorado. O enredo foi concebido a partir de um roteiro escrito por Michael Bortman e Allison Burnett, baseado em um artigo da  revista Los Angeles Times Magazine intitulado Resurrecting the Champ, do autor J.R. Moehringer.

## Sinopse
Desesperado por uma grande matéria, um repórter esportivo (Josh Hartnett) descobre um sem-teto (Samuel L. Jackson) que acredita ter sido o grande boxeador Bob Satterfield, que lutara até a década de 1950.
A questão é que acreditava-se que o boxeador já estava morto.

## Elenco
- Samuel L. Jackson como Champ
- Josh Hartnett como Erik Kernan
- Kathryn Morris como Joyce Kernan
- Dakota Goyo  como Teddy Kernan
- Alan Alda como Ralph Metz
- Rachel Nichols  como Polly
- Teri Hatcher como Andrea Flak
- Kristen Shaw  como Perlmutter
- Nick Sandow  como Rocky
- David Paymer como Whitley
- Harry Lennix como Robert "Bob" Satterfield Jr
- Peter Coyote como Ike Epstein
- Ryan McDonald  como Kenny
- Chris Ippolito  como Jaws
- John Elway como ele próprio
- Jake Plummer  como ele próprio

## Produção

### As filmagens

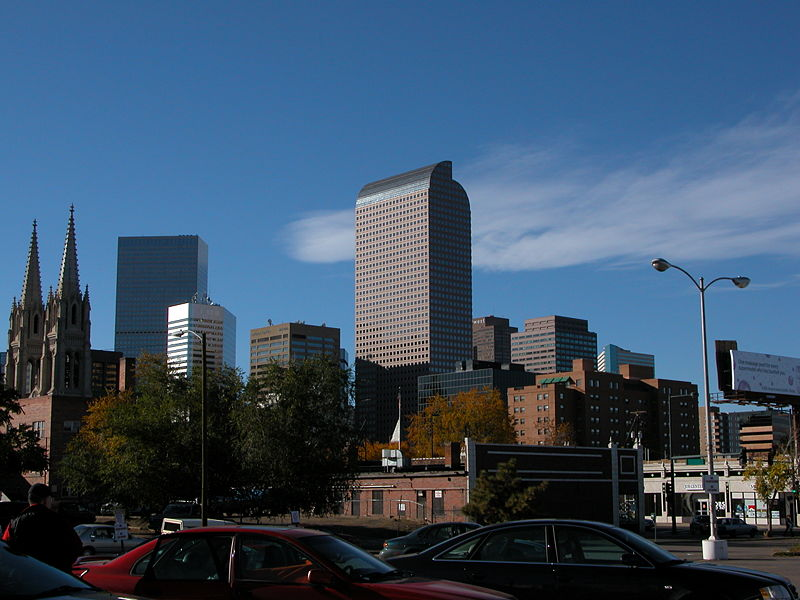
Denver, Colorado, onde a história provincial ocorreu.

Locações para o filme incluído, Calgary, Alberta e Denver, Colorado.